# Національний центр текстових та лексичних ресурсів
Національний центр текстових та лексичних ресурсів (фр. Centre national de ressources textuelles et lexicales, CNRTL) — французька організація, яка створює лінгвістичні бази даних. Була заснована 22 лютого 2006 року під егідою Національного центру наукових досліджень разом з дослідницькою групою Університету Нансі II, яка розробила базу даних «Trésor de la langue française informatisé». Цей проєкт інтегрований у європейський проєкт «Common Language Resources and Technology Infrastructure».
Лінгвістична база даних розвивається завдяки співробітництву з добровільними лабораторіями, які займаються поширенням лінгвістичних матеріалів. Комісія національного центру проводить оцінку матеріалів, які запропоновано додати до системи, в разі позитивної оцінки Національний центр сприяє інтеграції матеріалів в єдину базу з метою їх максимального поширення й вільного доступу.
З 1 січня 2008 року діє нова версія сайту, який відвідують не менше 200 000 користувачів за день..